# Atlético Clube Corintians
El Atlético Clube Corintians es un equipo de fútbol de Brasil que juega en el Campeonato Potiguar de Segunda División, la segunda categoría del estado de Río Grande del Norte.

## Historia
Fue fundado el 25 de enero de 1968 en el municipio de Caicó del estado de Río Grande del Norte luego de la fusión de los equipos Corintians Esporte Clube y Atlético de Caicó por iniciativa de Valdemir Marcelino de Assis.
En 1977 participa por primera vez a nivel profesional en el Campeonato Potiguar, en donde en ese año terminó con la racha de 26 partidos invicto que tenía el ABC Futebol Clube. Tras la temporada de 1979 el club desciende a la segunda división estatal, regresando hasta la temporada de 1993, donde en 1995 clasifica por primera vez a un torneo nacional cuando juega en el Campeonato Brasileño de Serie C, donde es eliminado en la primera ronda al terminar en tercer lugar de su zona solo superando al Botafogo de Paraíba, terminando en el lugar 79 entre 107 equipos.
En el año 2000 regresa al Campeonato Potiguar, del que sale campeón en la siguiente temporada, convirtiéndose en el primer equipo del interior del estado de Río Grande del Norte en ser campeón estatal. Por consiguiente el club logra por segunda vez participa en un torneo a escala nacional en el Campeonato Brasileño de Serie C, donde es eliminado en la primera ronda al terminar en tercer lugar de su zona, quedando eliminado por diferencia de goles.
En 2002 participa por primera vez en la Copa de Brasil, donde es eliminado en la primera ronda 0-2 por el Esporte Clube Bahia del estado de Bahía. En ese año es subcampeón estatal, con lo que participa en la Copa de Brasil de 2003, en la que supera la primera ronda al vencer 3-2 al Santa Cruz Futebol Clube del estado de Pernambuco, pero es eliminado en la segunda ronda 2-9 por el Cruzeiro EC del estado de Minas Gerais.

## Rivalidades
Su principal rival es el Caicó Esporte Clube, equipo del mismo municipio con quien juega el Clásico de Seridó por la región en la que está ubicado el municipio. El Corintians tiene ventaja en el historial, aunque la mayoría de los partidos entre ambos han terminado en empate.

## Palmarés
- Campeonato Potiguar: 1

2001
- Copa RN: 1

2010